# Исаковская (Ростовско-Минское сельское поселение, у д. Крыловская)
Исаковская — деревня в Устьянском районе Архангельской области.

## География
Находится в южной части Архангельской области на расстоянии приблизительно 29 км на юго-запад по прямой от административного центра района поселка Октябрьский.

## История
В 1859 году здесь (деревня Вельского уезда Вологодской губернии) было учтено 11 дворов. До 2004 года входила в Минский сельсовет. До 2022 года была в составе Ростовско-Минского сельского поселения до его упразднения.

## Население
Численность населения: 82 человека (1859 год), 0 как в 2002 году, так и в 2010.